# Euosmylus stellae
Euosmylus stellae är en insektsart som först beskrevs av Robert McLachlan 1899.
Euosmylus stellae ingår i släktet Euosmylus och familjen vattenrovsländor. Inga underarter finns listade i Catalogue of Life.